# Louise de Saxe-Hildburghausen
La princesse Charlotte Luise Friederike Amalie Alexandrine de Saxe-Hildburghausen,, en allemand nom: Charlotte Luise Friederike Amalie Alexandrine, Prinzessin von Sachsen-Hildburghausen (28 janvier 1794, Hildburghausen, Duché de Saxe-Hildburghausen – 6 avril 1825, Biebrich, Duché de Nassau) est membre de la Maison de Saxe-Hildburghausen et princesse de Saxe-Hildburghausen (et plus tard de Saxe-Altenbourg) par la naissance. Grâce à son mariage avec Guillaume de Nassau (1792-1839), Louise est aussi membre de la Maison de Nassau-Weilbourg et duchesse consort de Nassau. Louise est brièvement princesse consort de Nassau-Weilbourg en 1816.

## La famille
Louise est le septième enfant de Frédéric Ier de Saxe-Hildburghausen et son épouse Charlotte de Mecklembourg-Strelitz (1769-1818). l'une de ses marraines est sa tante, Louise de Mecklembourg-Strelitz, reine consort du Royaume de Prusse. Louise et sa sœur Thérèse sont considérées comme très belles, et font l'objet d'un poème de Friedrich Rückert : Mit drei Moosrosen.

## Le mariage et la descendance
En 1809, le futur Louis Ier de Bavière visite le Château de Hildburghausen afin de choisir son épouse. Louis choisit Thérèse. Louise épouse Guillaume de Nassau (1792-1839), fils aîné de Frédéric-Guillaume de Nassau-Weilbourg et de son épouse Louise-Isabelle de Kirchberg, le 24 juin 1814 à Weilbourg. À l'honneur à l'occasion de leur mariage, la Garde Civile de Weilbourg et Samuel Luja (1735-1818) composent de la "Cantate suis Feste der Heimführung des Erbprinzen Wilhelm von Nassau mit der Prinzessin Louise von Sachsen-Hildburghausen."
Louise et Guillaume ont huit enfants:
- Auguste Louise Frédérique Maximiliane Wilhelmine de Nassau (Weilbourg, 12 avril 1814 - Weilbourg, 3 octobre 1814).
- Thérèse de Nassau-Weilbourg (Weilbourg, 17 avril 1815 - Prague, le 8 décembre 1871). Mariée à Biebrich, le 23 avril 1837 - Duc Pierre d'Oldenbourg.
- Adolphe, Grand-Duc de Luxembourg (24 juillet 1817 – 17 novembre 1905).
- Guillaume-Charles-Henri-Frédéric de Nassau (Biebrich, le 8 septembre 1819 - Biebrich, 22 avril 1823).
- Maurice de Nassau (1820-1850) (Biebrich, 21 novembre 1820 - Vienne, 23 mars 1850), célibataire et sans descendance.
- Marie Wilhelmine Louise Frédérique Henriette de Nassau (Biebrich, 5 avril 1822 - Biebrich, 3 avril 1824).
- Guillaume-Charles Auguste Frédéric de Nassau (Biebrich, 12 août 1823 - Biebrich, 28 décembre 1828).
- Marie de Nassau (1825-1902) (Biebrich, 29 janvier 1825 - Neuwied, 24 mars 1902), mariée à Biebrich, le 20 juin 1842 avec Hermann de Wied (Neuwied, le 22 mai 1814 - Neuwied, le 5 mars 1864)[3]. Leur fille Elisabeth épouse le Roi Carol Ier de Roumanie.

Le mariage est malheureux. Le mari de Louise n'est pas seulement autocratique dans la politique, mais aussi à l'égard de son cercle de famille et intimide sa femme et ses enfants.
Louise meurt en 1825, peu de temps après la naissance de sa benjamine, Marie. Veuf, Guillaume de Nassau épouse le 23 avril 1829 à Stuttgart la nièce de Louise, Pauline de Wurtemberg (deuxième fille de sa sœur aînée Charlotte et de Paul-Charles de Wurtemberg). La Luisenplatz et Luisenstraße à Wiesbaden sont nommés en l'honneur de Louise.

## Ascendance
|  |                                                     |  |  |  |  |  |  |  |  |  |  |  |  |
|  | 8. Ernest-Frédéric II de Saxe-Hildburghausen        |  |  |  |  |  |  |  |  |  |  |  |  |
|  |                                                     |  |  |  |  |  |  |  |  |  |  |  |  |
|  |                                                     |  |  |  |  |  |  |  |  |  |  |  |  |
|  | 4. Ernest-Frédéric III de Saxe-Hildburghausen       |  |  |  |  |  |  |  |  |  |  |  |  |
|  |                                                     |  |  |  |  |  |  |  |  |  |  |  |  |
|  |                                                     |  |  |  |  |  |  |  |  |  |  |  |  |
|  | 9. Caroline d'Erbach-Fürstenau                      |  |  |  |  |  |  |  |  |  |  |  |  |
|  |                                                     |  |  |  |  |  |  |  |  |  |  |  |  |
|  |                                                     |  |  |  |  |  |  |  |  |  |  |  |  |
|  | 2. Frédéric Ier de Saxe-Hildburghausen              |  |  |  |  |  |  |  |  |  |  |  |  |
|  |                                                     |  |  |  |  |  |  |  |  |  |  |  |  |
|  |                                                     |  |  |  |  |  |  |  |  |  |  |  |  |
|  | 10. Ernest-Auguste Ier de Saxe-Weimar-Eisenach      |  |  |  |  |  |  |  |  |  |  |  |  |
|  |                                                     |  |  |  |  |  |  |  |  |  |  |  |  |
|  |                                                     |  |  |  |  |  |  |  |  |  |  |  |  |
|  | 5. Ernestine de Saxe-Weimar-Eisenach                |  |  |  |  |  |  |  |  |  |  |  |  |
|  |                                                     |  |  |  |  |  |  |  |  |  |  |  |  |
|  |                                                     |  |  |  |  |  |  |  |  |  |  |  |  |
|  | 11. Sophie-Charlotte de Brandebourg-Bayreuth        |  |  |  |  |  |  |  |  |  |  |  |  |
|  |                                                     |  |  |  |  |  |  |  |  |  |  |  |  |
|  |                                                     |  |  |  |  |  |  |  |  |  |  |  |  |
|  | 1. Louise de Saxe-Hildburghausen                    |  |  |  |  |  |  |  |  |  |  |  |  |
|  |                                                     |  |  |  |  |  |  |  |  |  |  |  |  |
|  |                                                     |  |  |  |  |  |  |  |  |  |  |  |  |
|  | 12. Charles-Louis-Frédéric de Mecklembourg-Strelitz |  |  |  |  |  |  |  |  |  |  |  |  |
|  |                                                     |  |  |  |  |  |  |  |  |  |  |  |  |
|  |                                                     |  |  |  |  |  |  |  |  |  |  |  |  |
|  | 6. Charles II de Mecklembourg-Strelitz              |  |  |  |  |  |  |  |  |  |  |  |  |
|  |                                                     |  |  |  |  |  |  |  |  |  |  |  |  |
|  |                                                     |  |  |  |  |  |  |  |  |  |  |  |  |
|  | 13. Élisabeth-Albertine de Saxe-Hildburghausen      |  |  |  |  |  |  |  |  |  |  |  |  |
|  |                                                     |  |  |  |  |  |  |  |  |  |  |  |  |
|  |                                                     |  |  |  |  |  |  |  |  |  |  |  |  |
|  | 3. Charlotte de Mecklembourg-Strelitz (1769-1818)   |  |  |  |  |  |  |  |  |  |  |  |  |
|  |                                                     |  |  |  |  |  |  |  |  |  |  |  |  |
|  |                                                     |  |  |  |  |  |  |  |  |  |  |  |  |
|  | 14. Georges-Guillaume de Hesse-Darmstadt            |  |  |  |  |  |  |  |  |  |  |  |  |
|  |                                                     |  |  |  |  |  |  |  |  |  |  |  |  |
|  |                                                     |  |  |  |  |  |  |  |  |  |  |  |  |
|  | 7. Frédérique de Hesse-Darmstadt                    |  |  |  |  |  |  |  |  |  |  |  |  |
|  |                                                     |  |  |  |  |  |  |  |  |  |  |  |  |
|  |                                                     |  |  |  |  |  |  |  |  |  |  |  |  |
|  | 15. Marie-Louise de Leiningen-Dagsbourg-Falkenbourg |  |  |  |  |  |  |  |  |  |  |  |  |
|  |                                                     |  |  |  |  |  |  |  |  |  |  |  |  |
|  |                                                     |  |  |  |  |  |  |  |  |  |  |  |  |

## Sources
- Heinrich Ferdinand Schoeppl: Die Herzoge von Saxe-Altenbourg. Bozen 1917, Neudruck Altenburg 1992
- Le dr Rudolf Armin de l'Homme: Chronik der Stadt Hildburghausen, Hildburghausen 1886